# Jack Della Maddalena
Jack Della Maddalena, né Giacomo Della Maddalena le 10 septembre 1996 à Perth en Australie, est un pratiquant australien d'arts martiaux mixtes (MMA). Il combat dans la catégorie des poids mi-moyens à l'Ultimate Fighting Championship, où il est actuellement le champion du monde depuis le 10 mai 2025.

## Biographie
Vainqueur en 2021 d'un contrat à l'Ultimate Fighting Championship (UFC) lors des Contender Series, Jack Della Maddalena est désigné meilleur débutant de l'année 2022 par ESPN après trois victoires par TKO au premier round contre Pete Rodriguez, Ramazan Emeev (en) et Danny Roberts (en). Programmé à l'UFC 284, Della Maddalena est considéré par Michael Bisping comme l’un des meilleurs boxeurs de l'UFC. Il confirme cette réputation en dominant Randy Brown (en) en boxe anglaise avant de le soumettre au 1er round pour une victoire rapide devant son public de Perth.

## Palmarès en arts martiaux mixtes
| 20 combats     | 18 victoires | 2 défaites |
| Par KO         | 12           | 1          |
| Par soumission | 2            | 1          |
| Sur décision   | 4            | 0          |

| Résultat | Record | Adversaire     | Méthode                                | Événement                                 | Date              | Round | Temps | Lieu                               | Notes                                                                |
| -------- | ------ | -------------- | -------------------------------------- | ----------------------------------------- | ----------------- | ----- | ----- | ---------------------------------- | -------------------------------------------------------------------- |
| Victoire | 18-2   | Belal Muhammad | Décision unanime                       | UFC 315 : Muhammad contre Della Maddalena | 11 mai 2025       | 5     | 5:00  | Montréal, Canada                   | Remporte le titre des poids mi-moyens de l'UFC. Combat de la soirée. |
| Victoire | 17-2   | Gilbert Burns  | TKO (coups de coude et coups de poing) | UFC 299: O’Malley vs. Vera 2              | 9 mars 2024       | 3     | 3:35  | Miami, Floride, États-Unis         | Performance de la soirée.                                            |
| Victoire | 16-2   | Kevin Holland  | Décision partagée                      | UFC Fight Night: Grasso vs. Shevchenko    | 16 septembre 2023 | 3     | 5:00  | Las Vegas, Nevada, États-Unis      |                                                                      |
| Victoire | 15-2   | Bassil Hafez   | Décision partagée                      | UFC on ESPN: Holm vs. Bueno Silva         | 15 juillet 2023   | 3     | 5:00  | Enterprise, Nevada, États-Unis     | Combat de la soirée.                                                 |
| Victoire | 14-2   | Randy Brown    | Soumission (étranglement arrière)      | UFC 284: Makhachev vs. Volkanovski        | 12 février 2023   | 1     | 2:13  | Perth, Australie                   | Performance de la soirée.                                            |
| Victoire | 13-2   | Danny Roberts  | TKO (coups de poing)                   | UFC Fight Night: Nzechukwu vs. Cuțelaba   | 18 novembre 2022  | 1     | 3:24  | Las Vegas, Nevada, États-Unis      | Performance de la soirée.                                            |
| Victoire | 12-2   | Ramazan Emeev  | TKO (coups de poing)                   | UFC 275: Teixeira vs. Procházka           | 11 juin 2022      | 1     | 2:32  | Kallang, Singapour                 | Performance de la soirée.                                            |
| Victoire | 11-2   | Pete Rodriguez | TKO (coups de poing)                   | UFC 270: Ngannou vs. Gane                 | 23 janvier 2022   | 1     | 2:59  | Anaheim, Californie, États-Unis    |                                                                      |
| Victoire | 10-2   | Ange Loosa     | Décision unanime                       | Dana White's Contender Series 39          | 15 septembre 2021 | 3     | 5:00  | Las Vegas, Nevada, États-Unis      |                                                                      |
| Victoire | 9-2    | Aldin Bates    | KO (coups de poing)                    | Eternal MMA 53                            | 10 octobre 2020   | 1     | 1:12  | Perth, Australie                   |                                                                      |
| Victoire | 8-2    | Glen Pettigrew | TKO (coups de poing)                   | Eternal MMA 51                            | 29 février 2020   | 2     | 1:55  | Perth, Australie                   |                                                                      |
| Victoire | 7-2    | Kevin Jousset  | TKO (arrêt du médecin)                 | Eternal MMA 48                            | 4 octobre 2019    | 2     | 5:00  | Melbourne, Australie               |                                                                      |
| Victoire | 6-2    | Dean Abramo    | TKO (coups de poing)                   | Eternal MMA 37                            | 22 septembre 2018 | 1     | 2:27  | Perth, Australie                   |                                                                      |
| Victoire | 5-2    | Luke Howard    | KO (coups de poing)                    | Eternal MMA 31                            | 10 mars 2018      | 2     | 0:28  | Perth, Australie                   |                                                                      |
| Victoire | 4-2    | James Duckett  | Soumission (étranglement arrière)      | Cage Warriors 88                          | 28 octobre 2017   | 2     | 3:44  | Liverpool, Angleterre, Royaume-Uni |                                                                      |
| Victoire | 3-2    | Ty Duncan      | TKO (coups de poing)                   | Eternal MMA 26                            | 8 juillet 2017    | 2     | 0:19  | Southport, Australie               |                                                                      |
| Victoire | 2-2    | Glen Pettigrew | TKO (coups de poing)                   | Reign Fighting 3                          | 8 mars 2017       | 1     | 3:26  | Mansfield, Australie               |                                                                      |
| Victoire | 1-2    | Brandt Cogill  | KO (coup de coude)                     | Eternal MMA 20                            | 15 octobre 2016   | 1     | 1:57  | Southport, Australie               |                                                                      |
| Défaite  | 0-2    | Darcy Vendy    | Soumission (étranglement arrière)      | Eternal MMA 17                            | 28 mai 2016       | 1     | 4:11  | Nerang, Australie                  |                                                                      |
| Défaite  | 0-1    | Aldin Bates    | TKO (coups de poing)                   | Eternal MMA 15                            | 12 mars 2016      | 3     | 2:16  | Perth, Australie                   |                                                                      |